# 應援廣告
應援廣告是流行娛樂愛好者「應援文化」的組成要素，由粉絲租用廣告版面後展出有關其偶像的宣傳廣告。

## 簡介

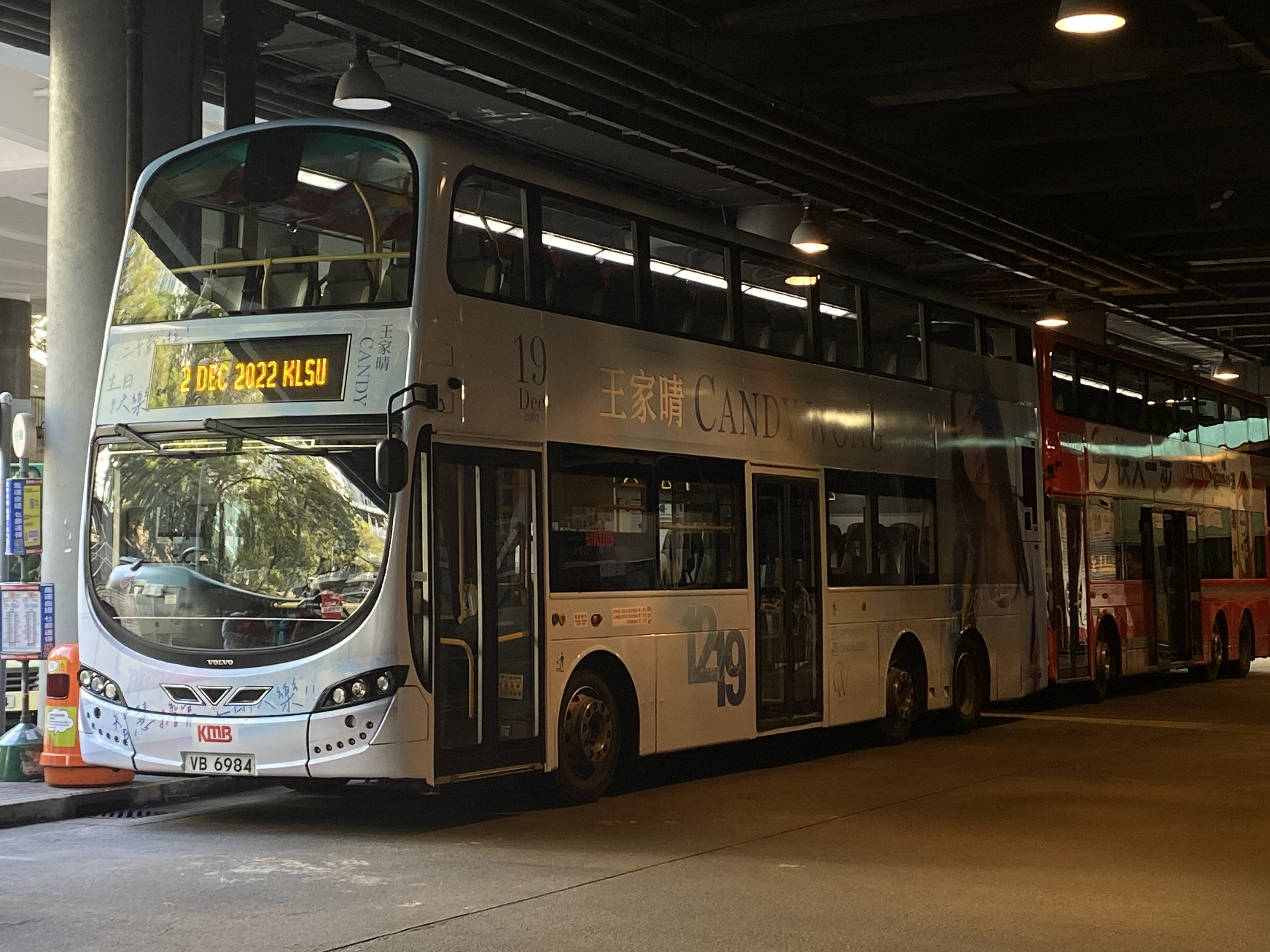
COLLAR成員王家晴的生日巴士應援廣告

應援廣告多數由粉絲集資租用不同形式的廣告看板後展出。這些廣告大部分都有明確的目的，例如為其偶像慶祝生日、紀念出道週年等。
展示廣告的媒介包括但不限於交通工具、建筑上的廣告看板等。
應援廣告可以為歌迷打造粉絲俱樂部的團體凝聚力，為歌手應援打氣，同時亦能夠為偶像宣傳，增加其粉絲數量，同時亦能推廣追星文化。以南韓為例，隨著粉絲在地鐵站及其他場所大量投放應援廣告，追星的熱潮開始擴散至政界、電競界等。

在經濟角度而言，在景點展出應援廣告，營造粉絲所喜愛的氛圍，能打造一套独特的旅游模式与环境，並將粉絲經濟與旅遊經濟融合。另外，粉絲高調地大量投放應援廣告鼓勵了不同的經濟活動。以香港為例，鋪天蓋地的應援廣告及其他應援方式，鼓勵了粉絲購買其偶像的周邊商品及代言產品等。

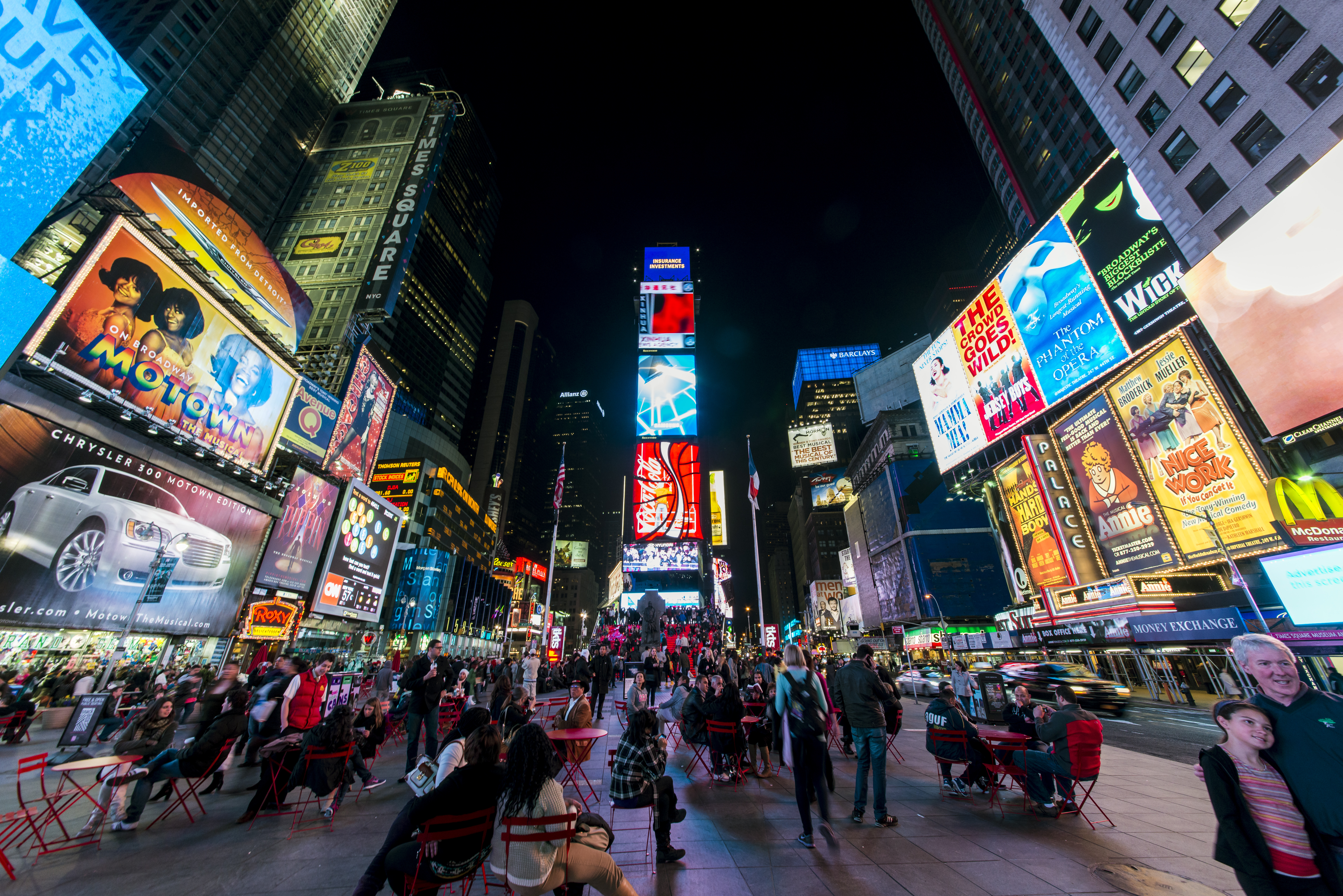
位於紐約的時代廣場的廣告看板曾展出韓國男團EXO及防彈少年團的應援廣告。

## 爭議
- 2022年10月25日，當時正值泰國電視劇黑帮少爷爱上我演員訪台宣傳。其中一名演員的中國大陸粉絲租用臺北信義區的公車廣告版面作應援。而該廣告上寫有「中國歡迎你」的字樣，引起民進黨台北市議員許家蓓質疑其為中國大陸之統戰行為。相關文字後來被巴士公司自行遮蓋。[7]

## 另見
- 應援色